# Рихтер, Энрико
Энри́ко Ри́хтер (нем. Enrico Richter; 3 августа 1961, Пирна) — немецкий боксёр средней весовой категории, выступал за сборную ГДР во второй половине 1980-х годов. Чемпион Европы, обладатель Кубка мира, серебряный призёр чемпионата мира, победитель многих национальных первенств и международных матчевых встреч. Ныне — тренер по боксу.

## Биография
Энрико Рихтер родился 3 августа 1961 года в Пирне. Активно заниматься боксом начал в раннем детстве в местном боксёрском клубе, первое время тренировался под руководством собственного отца Петера Рихтера. Затем в возрасте четырнадцати лет переехал в город Гера, присоединился к спортивному обществу «Висмут», где проходил подготовку под руководством таких именитых тренеров как Рудольф Рохель, Юрген Хадденброк, Бодо Андреас и Юрген Фангхенель.
В течение довольно долгого периода Рихтер не мог пробиться в основной состав сборной, проигрывал конкурентную борьбу таким мастерам как Ральф Хангер, Детлеф Кестнер и Михаэль Тимм. Первого серьёзного успеха добился только в 1985 году, когда стал чемпионом ГДР в средней весовой категории, победив в финале признанного фаворита Майка Олеша. Год спустя повторил это достижение и благодаря череде удачных выступлений удостоился права защищать честь страны на чемпионате мира в американском городе Рино — сумел дойти здесь до финала, взяв верх над такими боксёрами как Ли Хэ Джон, Мелкис Манон и Лофти Айед, но в решающем матче со счётом 1:4 уступил кубинцу Анхелю Эспиносе. За это достижение награждён серебряным орденом «За заслуги перед Отечеством». В 1987 году пытался защитить титул чемпиона Восточной Германии, однако в финале был избит Торстеном Шмитцем и занял в итоге только второе место. Также в этом сезоне получил Кубок мира на турнире в Белграде и побывал на чемпионате Европы в Турине, где одолел всех своих соперников в программе среднего веса и завоевал тем самым золотую медаль.
Рихтер выиграл первенство ГДР 1988 года и рассматривался как главный кандидат на участие в летних Олимпийских играх в Сеуле, тем не менее, на отборочных соревнованиях он выступил не очень удачно, и вместо него в среднем весе на Игры отправили Шмитца. Через год выиграл бронзовую медаль на чемпионате Европы в Афинах — на стадии полуфиналов единогласным решением судей проиграл титулованному советскому боксёру Исраелу Акопкохяну. Помимо этого, съездил на чемпионат мира в Москву, но здесь в число призёров не попал (в четвертьфинале вновь встретился с кубинцем Эспиносой и вновь проиграл ему).
После объединения Германии Энрико Рихтер ещё продолжал выходить на ринг в течение некоторого времени, выступал за клуб «Франкфурт», но его результаты заметно снизились, и в конце 1991 года он принял решение завершить карьеру. Позже устроился работать в свою родную боксёрскую команду «Висмут», в настоящее время занимает там должность главного тренера и вице-президента.